# ドレイク級装甲巡洋艦
ドレイク級装甲巡洋艦 (Drake class armored cruiser) はイギリス海軍の装甲巡洋艦。1902年、1903年に4隻が竣工した。クレッシー級の拡大改良型で機関出力が大幅に増強され、前級の21ノットに比べて23ノットを達成し、フランス海軍の装甲巡洋艦「ジャンヌ・ダルク」の21.8ノットを凌駕している。第一次世界大戦では二番艦「グッド・ホープ」が1914年11月1日コロネル沖海戦でドイツ艦隊と交戦、沈没。「ドレイク」が1917年10月2日ドイツ潜水艦「U79」の雷撃により沈没した。

## 艦形について
未だ帆船時代のデザインが色濃く残る時代のイギリスらしく気品ある印象を受ける。船体は長船首楼型である。艦首から新設計の「1897年型23,4cm（45口径）砲」を単装砲塔で1基、司令塔を組み込んだ操舵艦橋に組込まれた単棒檣、その背後に四本煙突と後檣の間は艦載艇スペースとなり、後檣基部に設置されたジブ・クレーンにより甲板から海上に艦載艇を下す。単棒後檣を組込んだ後部艦橋から一段下がって、後部単装主砲塔を配置した。艦尾には旧い時代の艦船らしく艦名を記入したスタン・ウォークが設置されている。なお、換気用に煙突付近に設置されていたキノコ型換気筒は被弾時の被害極限の思想から廃止され、同様の理由から後艦橋構造も簡素化された。

### 主砲塔配置
主砲塔は本級から口径を増した「1897年型Mark X 23.4cm（45口径）砲」である。これを前級と同じく単装砲塔形式に納めた。

### 副砲等
副砲として速射砲化した「1901年型 Mark Ⅶ 15.2cm（45口径）砲」を採用した。搭載方式は前級よりも進化して前級では前後四箇所に設置された上下段装備は本級において片方の舷側四箇所に及び、両舷合わせて単装砲で16門搭載した。前級において問題視された下段砲が海面に接近しすぎて、波浪で射撃操作が困難になり易いと言う欠点は考慮されなかった。そのため、本級で副砲の門数が2門増加したが、実質使用できる門数が8門と、減少してしまった。その他に対水雷艇用に「1886 4.7cm（40口径）砲」を単装砲架で3門、45cm水中魚雷発射管2基を装備したのは前級と同じである。

### 艦体
船体は前級の全長143.87mに対して162.61mと長くなり、より高速に適した船体となった。

### 機関
機関は前級と同じく石炭専焼缶と直立四気筒三段膨張式レシプロ機関二基二軸の組み合わせだが、高速を出すためにボイラー数を前級の30基から43基にアップした。これにより出力も21,000馬力から30,000馬力と向上し、速力23ノットを達成した。

### 防御について
防御要領は前級と大差なく、舷側防御に152mm装甲で前後の艦橋の間の122mを覆い、51mm装甲を艦首から前艦橋まで張るという重装甲艦であったが、コロネル沖海戦でグッド・ホープがドイツ海軍の装甲巡洋艦「シャルンホルスト」と「グナイゼナウ」の21cm砲弾を受けて撃沈されている。

## 同型艦
- ドレイク
- グッド・ホープ
- キング・アルフレッド
- リヴァイアサン

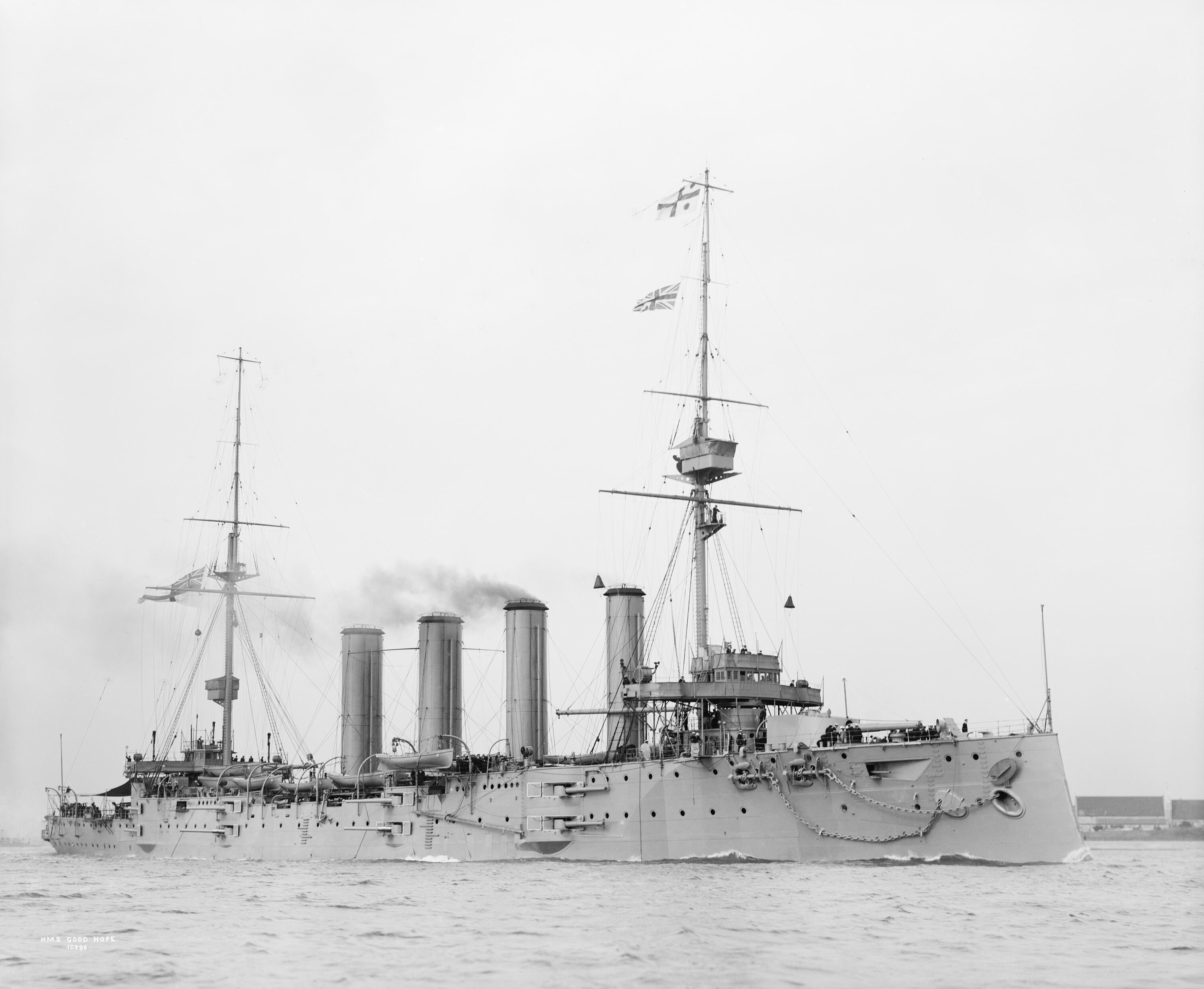
グッド・ホープ。
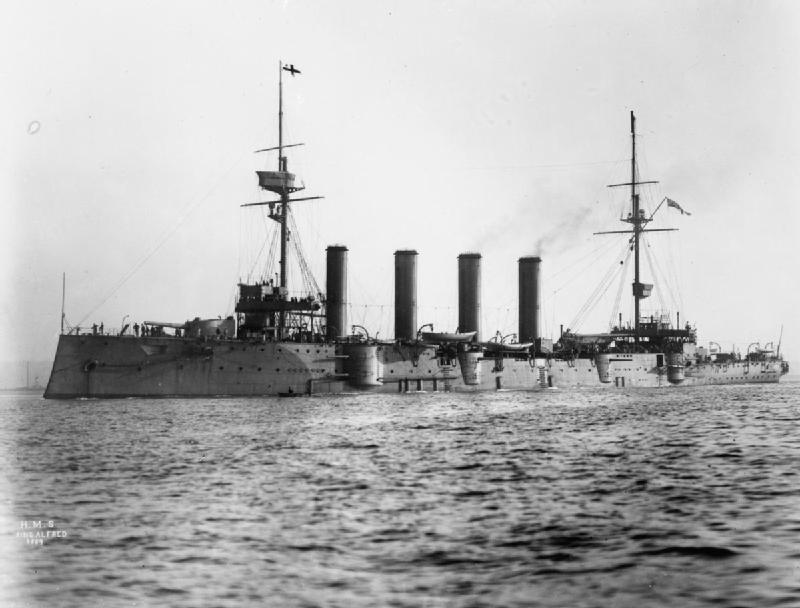
キング・アルフレッド。
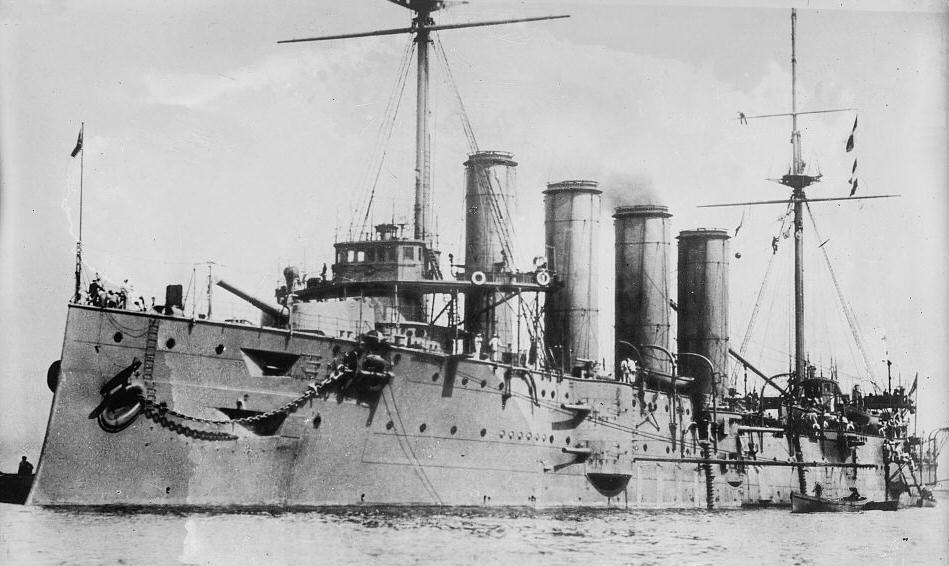
リヴァイアサン。

## 参考書
- 「世界の艦船増刊第46集　イギリス巡洋艦史」(海人社)